# 3.0 (álbum de Marc Anthony)
3.0 é o nono álbum espanhol e o décimo primeiro álbum de estúdio do cantor Marc Anthony. Foi lançado em 23 de julho de 2013. É seu primeiro álbum original de salsa em mais de uma década. "Vivir Mi Vida", um cover em espanhol da música "C'est la vie" de Cheb Khaled, foi lançado como primeiro single em 15 de abril de 2013. "Cambio de Piel", foi lançado como segundo single em 8 de outubro de 2013. O álbum foi indicado para Álbum do Ano e ganhou Melhor Álbum de Salsa no Grammy Latino de 2014.

## Desempenho comercial
3.0 estreou na 5° posição na Billboard 200 dos EUA, vendendo 47 mil cópias em sua primeira semana. O álbum recebeu certificado 13× platina (latino) pela RIAA.

## Faixas
| N.º            | Título                       | Duração |  |
| 1.             | "Vivir Mi Vida"              | 4:15    |  |
| 2.             | "Volver a Comenzar"          | 4:32    |  |
| 3.             | "Flor Pálida"                | 4:35    |  |
| 4.             | "Cambio de Piel"             | 4:36    |  |
| 5.             | "Espera"                     | 3:58    |  |
| 6.             | "La Copa Rota"               | 3:28    |  |
| 7.             | "Dime Si No Es Verdad"       | 4:02    |  |
| 8.             | "Hipocresía"                 | 4:29    |  |
| 9.             | "Cautivo de Este Amor"       | 3:36    |  |
| 10.            | "Vivir Mi Vida" (Versão pop) | 3:55    |  |
| Duração total: | Duração total:               | 41:26   |  |